# Kalle Laanet
Kalle Laanet, né le 25 septembre 1965 à Tagavere, est un homme politique estonien, membre du Parti de la réforme.

## Biographie
De 2002 à 2004, il est préfet de police de Tallinn.
En 2007, il est élu député au Riigikogu puis réélu en 2011, 2015 et en 2019.
Il est ministre de l'Intérieur de 2005 à 2007. Il retrouve un poste au gouvernement comme ministre de la Défense de 2021 à 2022, avant d'assurer une nouvelle fois, à titre intérimaire, les fonctions de ministre de l'Intérieur en juin-juillet 2022. Il occupe le poste de ministre de la Justice depuis le 17 avril 2023 dans le gouvernement Kaja Kallas III.